# Taiwanemobius formosanus
Taiwanemobius formosanus är en insektsart som beskrevs av Yang, Jengtze och Y. Chang 1996. Taiwanemobius formosanus ingår i släktet Taiwanemobius och familjen syrsor. Inga underarter finns listade i Catalogue of Life.